# Wolfgang Pitsch
Wolfgang Pitsch (* 28. August 1927 in Wuppertal; † 30. Mai 2019 in Dinslaken) war ein deutscher Physiker, Werkstoffwissenschaftler und Hochschullehrer.

## Leben
Pitsch studierte an der Universität Göttingen, an der er 1954 mit seiner Dissertation über experimentelle und theoretische Untersuchungen des α-Eisens in Abhängigkeit vom Kohlenstoff-Gehalt zum Doktor der Naturwissenschaften promoviert wurde.
Darauf wurde Pitsch wissenschaftlicher Mitarbeiter des Max-Planck-Instituts für Eisenforschung. Dort wurde er 1957 Mitarbeiter der von Angelica Schrader geleiteten Arbeitsgruppe Elektronenmikroskopie. Bekannt wurde Pitsch durch die Untersuchungen der Orientierungsbeziehungen bei den Phasentransformationen und Ausscheidungsvorgängen in Eisen-Kohlenstoff-Legierungen. Ein Forschungsschwerpunkt war die Martensitumwandlung im Eisen-Kohlenstoff-System. Er fand dort eine weitere Orientierungsbeziehung, die nun seinen Namen trägt. 1963 erhielt Pitsch den Masing-Preis der Deutschen Gesellschaft für Materialkunde. 1967 habilitierte er sich an der RWTH Aachen mit seiner Habilitationsschrift über die kristallographische Analyse der Phasentransformationen in Metallen. Er hielt dann ständig eine Vorlesung an der RWTH Aachen. 1969 wurde er Leiter der Arbeitsgruppe Metallphysik im Max-Planck-Institut für Eisenforschung.
1971 wurde Pitsch zum Wissenschaftlichen Mitglied der Max-Planck-Gesellschaft und Abteilungsleiter im Max-Planck-Institut für Eisenforschung berufen. Sein breites Arbeitsfeld umfasste neben den Phasentransformationen und Ausscheidungsvorgängen, die für die Ausscheidungshärtung wichtig sind, auch die Bildung von Überstrukturen (Fernordnung) in Substitutionsmischkristallen sowie die Effekte von äußeren Kräften (Magnetfelder, Mechanische Spannungen) auf Ausscheidungsvorgänge. Mit anderen schuf Pitsch das Handbuch Werkstoffkunde Stahl, in dem er das Grundlagenkapitel über den Gefügeaufbau der Stähle gestaltete.
1994 ernannte die Deutsche Gesellschaft für Materialkunde Pitsch zu ihrem Ehrenmitglied.